# Niestetal
Niestetal é um município da Alemanha, situado no distrito de Kassel, no estado de Hesse. Tem 22,15 km² de área, e sua população em 2019 foi estimada em 11.149 habitantes.